# Limnophilella delicatula
Limnophilella delicatula là một loài ruồi trong họ Limoniidae. Chúng phân bố ở miền Australasia.